# Facultad de Derecho y Humanidades de la Universidad Central de Chile
La Facultad de Derecho y Humanidades de la Universidad Central de Chile es la más antigua de las facultades que componen dicha casa de estudios superiores, fundada en 1982. Tuvo su origen como Escuela de Derecho, iniciando sus actividades académicas en marzo de 1983. A contar de 1985 recibe la denominación de Facultad de Ciencias Jurídicas y Sociales. En ella se imparten actualmente el programa de pregrado en Derecho y seis programas de posgrado, además de diversos diplomados, postítulos y programas de especialización.
Hasta noviembre de 1990 tuvo su sede en el campus La Perla, en la comuna de San Bernardo, para luego ser trasladada a su actual sede, un edificio de cuatro pisos diseñado por el arquitecto Leandro Sáenz, y remodelado en 2009 por Marsino Arquitectos Asociados, ubicado en la calle Lord Cochrane 417, comuna de Santiago, a un costado del Parque Almagro y próximo a las estaciones Toesca y Parque Almagro del Metro de Santiago.

## Historia
La Escuela de Derecho de la Universidad Central de Chile fue fundada en 1982 bajo la dirección del profesor de Derecho Administrativo, Domingo Hernández Emparanza. Dio inicio a sus primeras actividades académicas, en marzo de 1983 con 231 estudiantes y 11 profesores, en el Campus San Bernardo, ubicado en el paradero 28 1/2 de la Panamericana Sur, recinto que albergaba al Estadio La Perla y que contaba con extensas áreas verdes. Desde sus inicios, la actividad docente se rigió por planes de estudio y programas elaborados por la Universidad Central de Chile y aprobados por la Universidad de Chile, la cual actuó como examinadora, conforme a lo dispuesto en el inciso final del art. 24 del D.F.L. N.º 1 de 1980 y en virtud del convenio celebrado entre ambas casas de estudio en julio de 1983.
En 1985, a partir de la Escuela de Derecho fue establecida la Facultad de Ciencias Jurídicas y Sociales de la Universidad Central de Chile, teniendo como primer decano al profesor de Derecho Romano, Fidel Reyes. En ese mismo año, la Facultad celebró un convenio con el Servicio de Asistencia Judicial del Ministerio de Justicia que estableció la operación de un Consultorio Jurídico en la comuna de San Bernardo, convirtiéndose así en la primera universidad privada en Chile en contar con una Clínica Jurídica. En 1989, Reyes fue sucedido en el decanato de la Facultad por el profesor de Derecho Civil, Rubén Celis.
En septiembre de 1990, tras la dictación de la Ley N.º 18.962, Orgánica Constitucional de Enseñanza y por acuerdo de la Junta Directiva de la Universidad Central de Chile, la Facultad dejó de estar afecta al régimen de examen por parte de la Universidad de Chile, acogiéndose entonces al sistema de acreditación ante el Consejo Superior de Educación, creado por el mismo cuerpo legal. Posteriormente, en noviembre de 1990, se inauguró un nuevo edificio de más de 6.000 m² proyectados especialmente para la función académica de la Facultad, ubicado a un costado del Parque Almagro, en pleno centro de la ciudad de Santiago.
En 1991 la Facultad dio un importante paso en el desarrollo de investigación jurídica, con la creación del primer centro de investigación especializado en su seno, el Centro de Estudios Jurídicos, organismo encargado de realizar estudios sobre materias relacionadas con aspectos teóricos y prácticos en el campo propio del Derecho y el cual daría origen más tarde al Centro de Investigaciones Jurídicas de la Universidad Central de Chile. Más tarde, en junio de 1992, la Facultad suscribió un convenio con la Corporación de Asistencia Judicial, en cuya virtud nació el Centro de Atención Jurídico y Social.
En marzo de 1993, el Consejo Superior de Educación puso término al proceso de acreditación de la Universidad Central de Chile, convirtiéndose en la primera universidad privada autónoma de Chile, quedando la Facultad habilitada para otorgar toda clase de títulos y grados académicos en forma independiente. Un año más tarde, en marzo de 1994, asumió funciones como nuevo decano el profesor de Derecho Económico y exdecano de la Facultad de Derecho de la Universidad de Chile, Rubén Oyarzún.
Oyarzún fue sucedido, en marzo de 1996, por el también profesor de Derecho Económico, Víctor Mena, sucesivamente reelecto por el Claustro Académico de la Facultad, convirtiéndose en el académico que por mayor espacio de tiempo ha servido el más alto cargo de la Facultad. Bajo su gobierno, la Facultad se estructuró por primera vez en departamentos, se creó la Comisión de Publicaciones y la Dirección de Extensión, Investigación y Publicaciones, hoy Dirección de Postgrado y se impulsó la publicación de revistas y libros.
En julio de 2005, tras el retiro de Mena, asumió en forma interina como decano el profesor de Derecho Procesal y exministro de la Corte de Apelaciones de Santiago, Juan Guzmán, reconocido internacionalmente por ser el primer juez chileno en procesar al exdictador Augusto Pinochet por crímenes de lesa humanidad. En noviembre de 2006, Guzmán fue designado oficialmente como Decano de la Facultad por un período de cuatro años, tras ser electo por el Claustro Académico. Bajo su administración, se iniciaron las obras de remodelación del edificio de la Facultad.
Sin embargo, deficiencias en la gestión de Guzmán llevaron a que en marzo de 2008, el rector de la Universidad, Luis Lucero, solicitara la renuncia a Guzmán, quien asumió como director del Centro de Estudios de Derechos Humanos de la Universidad Central de Chile. En su reemplazo, el rector designó como decana en forma interina a la profesora de Derecho Romano y hasta entonces directora de la Escuela de Derecho, Ángela Cattan, quien fue investida oficialmente en octubre de 2009 como decana de la Facultad hasta 2011, tras ser electa por una amplía mayoría del Claustro Académico.
En agosto de 2009, fueron inauguradas las obras de remodelación del edificio de la Facultad, a cargo de Marsino Arquitectos Asociados, que consultaron refacciones en el edificio original que lo unieron armónicamente con el colindante edificio de la Facultad de Ciencias Económicas y Administrativas, y la edificación de dos nuevos edificios: un edificio aulario y otro administrativo, además, de la construcción de 260 estacionamientos adicionales, que en su conjunto suman más de 24.000 m².
En noviembre de 2011, asumió como decana interina la profesora de Derecho Procesal y exministra de la Corte Suprema Margarita Herreros. En abril de 2012, el Claustro Académico de la Facultad eligió como Decano al profesor de Derecho del Trabajo, Andrés Naudon.

## Gobierno

### Decano
La máxima autoridad de la Facultad es el decano, a quien le corresponde su dirección y administración, dentro de las políticas fijadas por las autoridades superiores de la Universidad. La elección del decano la realiza el Claustro Académico de la Facultad de entre una terna propuesta por un comité de búsqueda, creado especialmente para tales efectos, y aprobada por el rector de la Universidad.
Son atribuciones del decano ejercer la dirección de la Facultad; elaborar e implementar el plan de desarrollo de la Facultad; presidir el Consejo Académico de la Facultad; garantizar el cumplimiento de la programación académica; dictar, modificar y derogar la normativa interna de la Facultad; rendir una cuenta anual sobre el funcionamiento de la Facultad; proponer la designación, remoción y otras medidas de orden administrativo referidas a académicos y funcionarios de la Facultad; y, las demás que le fijen los estatutos y reglamentos de la Universidad y las que el rector les delegue.
| Director          | Período       |
| ----------------- | ------------- |
| Domingo Hernández | (1983 - 1985) |

| Decano                     | Período        |
| -------------------------- | -------------- |
| Fidel Reyes                | (1985 - 1989)  |
| Rubén Celis Rodríguez      | (1989 - 1994)  |
| Rubén Oyarzún Gallegos     | (1994-1996)    |
| Víctor Sergio Mena Vergara | (1996 - 2005)  |
| Juan Guzmán                | (2005-2008)    |
| Ángela Cattan Atala        | (2008 - 2011)  |
| Margarita Herreros         | (2011 - 2012 ) |
| Andrés Naudon Figueroa     | (2012-2014)    |
| Patricio Valdés Fuentealba | (2014-2015)    |
| Emilio Oñate Vera          | (2015-2023)    |
| Rafael Pastor Besoain      | (desde 2023)   |

### Consejo de Facultad
El gobierno de la Facultad contempla un Consejo de Facultad, compuesto por el decano, el secretario de la Facultad, el director de la Escuela de Derecho y los directores de departamentos. Lo integra además, y solo con derecho a voz, el presidente del Centro de Estudiantes. 

## Centro de Estudiantes
El Centro de Estudiantes de Derecho (CEDe), adscrito a la Federación de Estudiantes de la Universidad Central de Chile (FEUCEN), es el organismo que representa a los estudiantes ante los estamentos de carácter académico como también otros de carácter estudiantil y de diversa índole. Su finalidad, de acuerdo a sus Estatutos, es el guardar y hacer guardar los derechos de los estudiantes y promover el bienestar general de la comunidad estudiantil de la Facultad.